# Hållbart resande

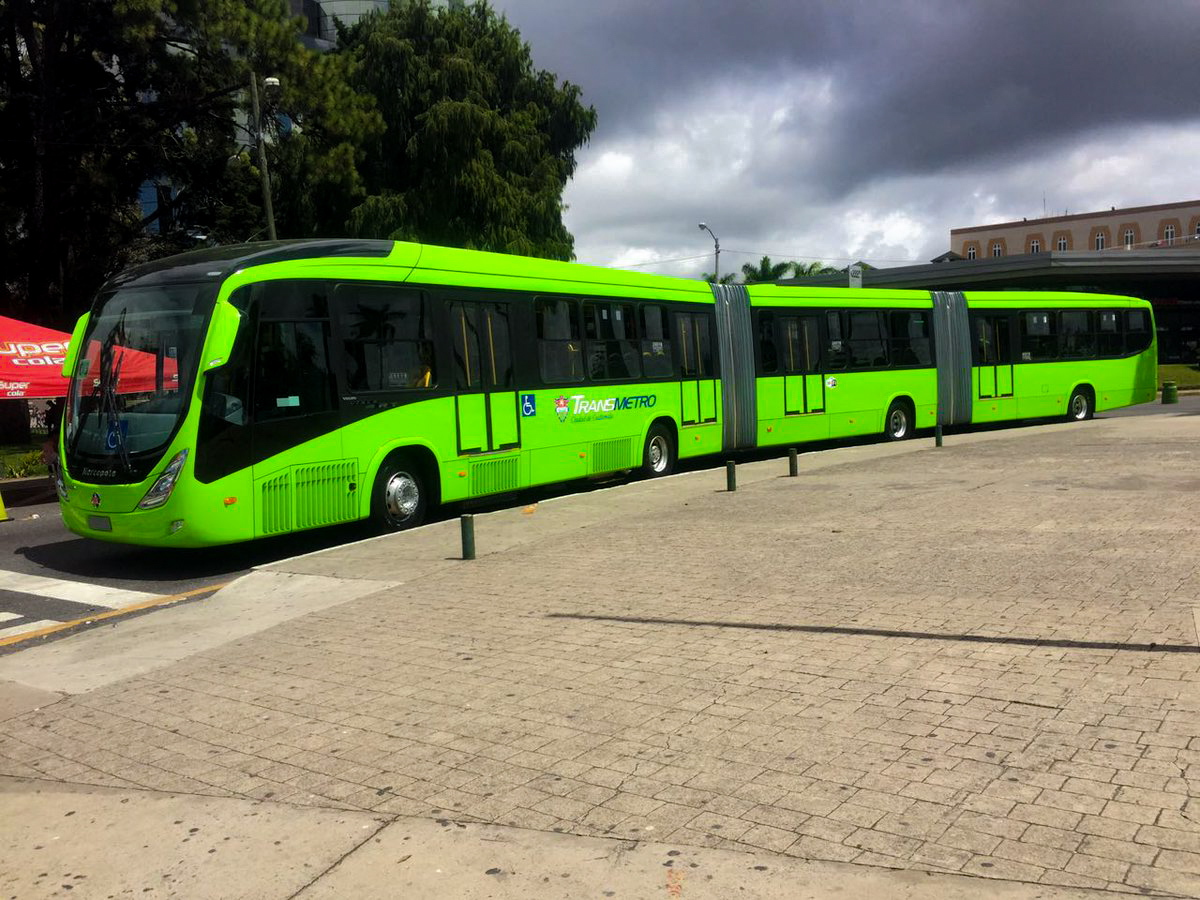
Transmetro i Guatemala City.

Hållbart resande menar "utveckling som tillgodoser dagens behov utan att äventyra kommande generationers möjligheter att tillgodose sina behov." enligt en FN-rapport från 1987, den så kallade Brundtlandrapporten eller "Vår gemensamma framtid". 
När ledare för 193 av världens länder den 25 september 2015 kom överens om 17 globala mål (och 169 delmål) i det som kallas Agenda 2030 definierades begreppet ytterligare och då utifrån tre aspekter, ekologisk hållbarhet (vilket inkluderar klimat, planet, biodiversitet osv), social hållbarhet och ekonomisk hållbarhet.
Nätverket Schyst resande som är ett samarbete mellan Union to union, Hotell och restaurangfacket, Unionen, Childhood, FairAction, RealStars och IOGT-NTO, definierar "hållbart resande" som att inför, under och efter en resa, utifrån de tre aspekterna som definieras i Agenda 2030, ta hänsyn till:
- Klimat och natur
- Barns rättigheter
- Allas rätt till frihet från sexuell exploatering
- Ett sundare alkoholavtryck
- En blomstrande lokal ekonomi
- Rättvis tillgång till vatten
- Schysta arbetsvillkor

Att resa hållbart innebär alltså utifrån den definitionen att inte tära på vare sig planetens eller den lokala destinationens resurser, att välja klimatsmarta färdsätt och försöka se till att de vars tjänster man nyttjar i resan har bra och schysta arbetsvillkor.
Konsumentverket hänvisar till riksdagens miljömål när de definierar hållbart resande så här:
- Åk mindre bil och flyg.

- Välj tåg, tunnelbana, spårvagn och buss när de alternativen finns.
- Gå och cykla mer.
- Kör en bil som är bränslesnål.
- Kör en bil som går på el eller förnybara bränslen.
- Låt bli att köpa en egen bil. Hyr bil vid behov i stället, gå med i en bilpool eller samåk med andra.

Även Trafikverket ger på sin sajt instruktioner till hur man kan resa hållbart. Där utgår definitionen mer från riskminimering vid infrastrukturprojekt som vägbyggen och kommunaltrafik samt vid planering av gods- och persontransporter.